# Louis Pergaud
Louis Pergaud (22. ledna 1882 – 8. dubna 1915) byl francouzský spisovatel, známý jako autor Knoflíkové války.

## Život
Narodil se v obci Belmont blízko švýcarských hranic, působil jako učitel v několika vesnicích kraje Franche-Comté. Jako příznivec odluky církve od státu se dostal do sporu s místními autoritami a v roce 1907 odešel do Paříže. Snažil se prosadit jako spisovatel na volné noze, ale žil ve velké bídě. Vydal sbírku básní Úsvit, prosadil se až díky povídkám ze života zvířat: Havranova pomsta a Od straky k lišce (za tu dostal Goncourtovu cenu 1910). Bestsellerem se stala Knoflíková válka, kterou vydal v roce 1912 s podtitulem Román mého dvanáctého roku. Kniha vypráví o rvačkách mezi chlapci ze dvou sousedních vesnic. Jejich zvláštností je, že zajatým nepřátelům se uřezávají knoflíky. Tak kluci, kteří odešli z domu v pořádku, se musí vrátit v oblečení s uřezanými knoflíky, za což je doma čeká samozřejmý rodičovský výprask. Příběh je vyprávěn jadrným skatologickým jazykem a obsahuje ironické paralely ke světu velké politiky. Román vyšel v mnoha vydáních a byl přeložen do předních světových jazyků, vznikla podle něj také opera. V roce 1962 natočil Yves Robert podle Knoflíkové války film, který mj. obdržel Cenu Jeana Viga.
Louis Pergaud padl za první světové války, když po zranění padl do německého zajetí a polní lazaret se stal terčem francouzského bombardování.